# Akiko Iijima
Akiko Iijima (jap. 飯島晶子 Iijima Akiko) (ur. 1 października 1969) – japońska zapaśniczka w stylu wolnym.
Pięciokrotna uczestniczka mistrzostw świata. Zdobyła cztery medale - złoty w 1990 i 1991, srebrny w 1987 i brązowy w 1989 roku. Szóste miejsce w 1993 roku.